# Sigue (canción)
«Sigue» es una canción compuesta e interpretada por los raperos Morad y Beny Jr que forma parte del extended play Capítulo 1. Fue lanzado el 1 de abril de 2022 en conjunto con el proyecto acompañado de un video musical estilo "visualizer".

## Composición
La canción forma parte del género house, la instrumental fue realizada por el productor Voluptyk, y a lo largo de la canción los raperos cuentan la historia de perseverancia y constancia que llevaban, tanto en un estilo de buena como mala vida, tratando temas como la fidelidad, el miedo, las persecuciones y experiencias que llevaron a cabo.

## Recepción
Desde la publicación de Capítulo 1 la canción se posicionó como la más escuchada del álbum. A finales del año, también se ubicó en el puesto 7 de los vídeos musicales con más reproducciones en YouTube Music de España en el año 2022. A la fecha del año 2025, el título superó las 300 millones de reproducciones en Spotify y 200 millones de visualizaciones en YouTube. Red Bull catalogó al sencillo en el puesto número 1 de los mejores sencillos de Morad. Rockdelux la incluyó en las pistas más relevantes para mostrar la evolución del hip hop español. En ese año también fue certificado como sencillo de platino.

## Certificaciones
| País   | Organismo certificador | Certificación | Ventas certificadas      | Ref.   |
| ------ | ---------------------- | ------------- | ------------------------ | ------ |
| Grecia | IFPI Grecia            | 2× Platino    | 4 000 000 reproducciones | [ 11 ] |
| España | PROMUSICAE             | 4× Platino    | 100 000                  | [ 12 ] |